# Circuit integrat d'aplicació específica

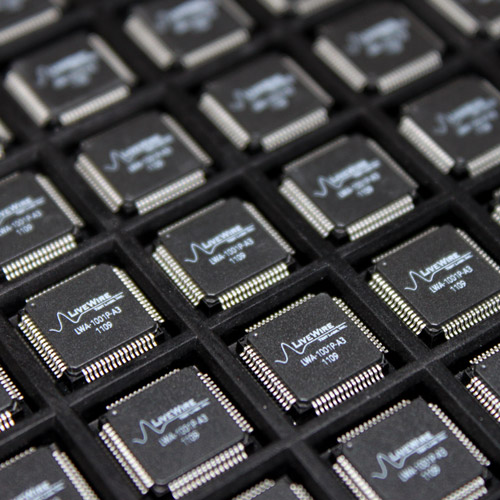
Fig.1 Exemple físic de Circuits integrats ASIC

En electrònica, un circuit integrat d'aplicació específica (ASIC, sigles d'Application Specific Integrated Circuit) és una mena de circuits fabricats expressament per una aplicació o producte, en comparació d'altres circuits dissenyats per ser usats en moltes aplicacions (com les CPUs o les memòries). Per exemple un aparell d'electrònica de consum, com un telèfon mòbil o una impressora normalment porta un o més ASICs per implementar la seva funcionalitat, a més d'altres circuits integrats generals com memòries o circuits analògics.
A mesura que avança la tecnologia de semiconductors, els transistors es fan més petits i permeten implementar més funcionalitat en un circuit integrat en general o en un ASIC en particular. Això també ha permès que amb el temps el ASICs incorporessin primer memòria RAM i més tard CPUs. Aquest circuits molt complexos, sovint amb diverses CPUs, megabits de memòria i desenes de milions de portes lògiques sovint s'anomenen SoC (System on a Chip, "sistemes en un xip"). El disseny d'un d'aquests circuits sovint necessita desenes d'enginyers durant un o dos anys i més d'un milió d'euros en costos de fabricació de prototips.

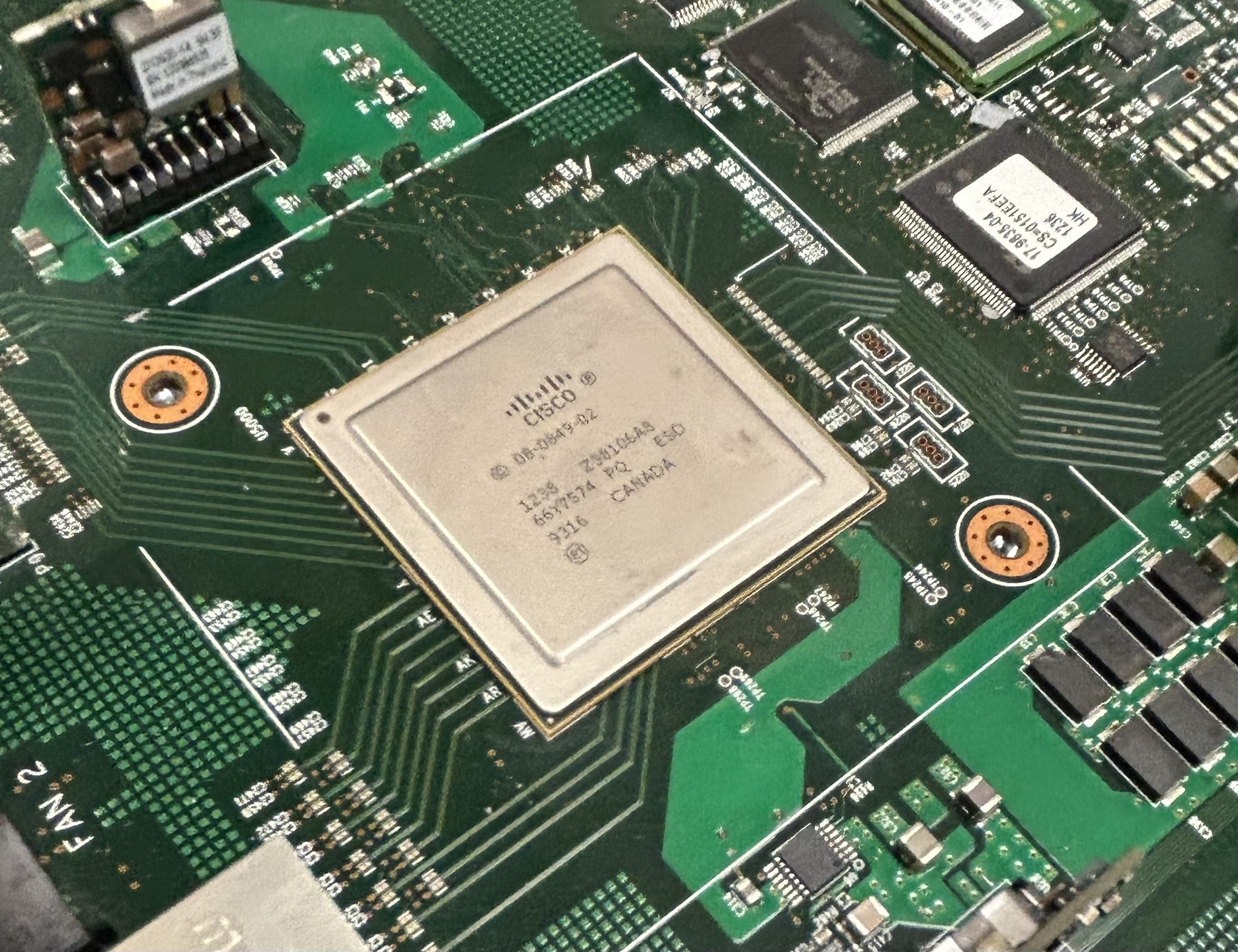
Fig. 2 Un ASIC especialitzat per xarxes en la placa base d'un commutador de xarxes.

Per dissenys dels ASICs es fan servir llenguatges de descripció del maquinari (HDL, Hardware Description Language), normalment VHDL o Verilog. Aquestes descripcions es transformen en un disseny basat en portes mitjançant una eina de síntesi. Per la verificació, procés que normalment exigeix més esforç que el mateix dissenys, es fan servir els mateixos llenguatges a més de C++ i systemC que permeten una bona integració amb el programari.

## Història
Els primers ASIC utilitzaven tecnologia de matrius de portes. Ferranti va fabricar la primera matriu de portes, la ULA (Uncommitted Logic Array o Matriu lògica no fixa), al voltant de 1980. El disseny a la mesura es realitzava en variar la màscara d'interconnexió metàl·lica. Les ULAs tenien complexitats de fins a alguns milers de portes. Les versions posteriors van ser més generalitzades, amb motlles base configurats tant per les capes metàl·liques com polisiliconicas. Alguns motlles base incloïen elements de RAM.

## Tipus
Segons la forma de dissenyar el circuit i la forma de configurar-lo a l'aplicació es poden classificar en diversos tipus:

### Circuits totalment a mida o full custom
El disseny es fa dissenyant cada una de les capes, permeten un disseny òptim en velocitat, àrea o potència però estan en desús des de mitjans dels 80 per la seva poca productivitat. Així i tot, les seves tècniques encara són necessàries per dissenyar parts dels altres circuits com les cel·les i les portes, les parts analògiques o parts molt repetitives com les memòries.

### Circuits basats en cel·les (standard cell) i sistemes en un xip (SoC)
Sortiren com el primer pas per augmentar la productivitat dels totalment a mida. El disseny es fa fent servir una llibreria de blocs pre-construïts o cel·les. El dissenyador en general no interacciona amb la llibreria gràcies als llenguatges de descripció de maquinari i les eines de síntesi que l'abstreuen d'aquest nivell. Actualment suposen la major part dels ASICs en unitats, ja que donen la màxima densitat, velocitat i eficiència energètica però aquesta densitat es paga en un cost que es multiplica a cada nova tecnologia i pot suposar més d'un milió de dòlars en una tecnologia de 90nm o menor. A mesura que va creixent la complexitat van anar incorporant memòries, processador i altres funcions constituint sistemes realment complexes (SoC), especialment quan integren CPUs.

### Matrius de portes i matrius estructurades (Gate arrays, structured arrays)
Es caracteritzen en què els transistors estan ja predifosos en el silici i que el dissenyador pot elegir entre diverses matrius depenent de la seva complexitat i sol es personalitza a mida les capes superiors de metall. Això redueix la inversió en màscares, permet tenir stock d'oblees predifoses i redueix inversió i temps de fabricació de prototips. Van sortir a principis dels 80 i han anat evolucionant en complexitat i denominació, de matrius de portes (les primeres), mars de portes (quan va créixer el nombre de capes de metall) o matrius estructurades que sovint integren gran quantitat de memòria, CPUs o funcions especials com interconnexió SerDes.

### ASICs analògics, mixtos o de potència
És una categoria ampla de circuits que integren o bé circuits analògics (convertidors ADC, amplificadors, filtres) o bé circuits que fan servir voltatges o potències relativament altes (per exemple 40V). Sovint s'integren juntament amb altra lògica fent servir cel·les estàndard.

### FPGAs (Field Programmable Gate Arrays, o Matrius de portes programables)
Consisteixen en matrius de circuits finalitzats i encapsulats que són programats pel dissenyador de l'aplicació. La seva densitat és bastant menor als basats en cel·les, entre 20 i 50 vegades menys denses, però no tenen costos de fabricació de prototips i la cursa cap a tecnologies més fines seguint la llei de Moore fan que guanyin quota de mercat dia a dia. Ja en el 2008 amb tecnologies de 60nm són els circuits més comuns excepte per l'electrònica de consum (produccions mínimes de centenars de milers d'unitats) i suposen la major part dels ASICs en nombre de dissenys.